# Bozitópuszta
Bozitópuszta (szerbül Александрово / Aleksandrovo), falu Szerbiában, a Vajdaságban, a Bánságban. Közigazgatásilag Magyarcsernye községhez tartozik.

## Fekvése
Nagybecskerektől északkeletre, Magyarcsernye és Pálmajor közt fekvő település.

## Története
Bozitópuszta a 20. század elejének adatai szerint Bozitó-puszta néven Anda-pusztával, János-majorral, Nagyrókus-pusztával, Öregház-pusztával (Sztárihodáj), Csonka-halommal és József-majorral együtt Magyarcsernyéhez tartozó pusztaként volt említve.
A Bánság részeként Trianon után a Szerb–Horvát–Szlovén Királysághoz (későbbi Jugoszlávia), délszláv fennhatóság alá kerül. Az újonnan létrejött állam azonnal megkezdte a kisebbségi területek erőszakos elszerbesítését, melynek során a Bánság német- és magyarlakta területein szerb telepes falvakat építettek. Bozitó-puszta is ilyen módon vált faluvá 1921-ben Aleksandrovo néven, a Csekonics-birtokra a szerb hadsereg leszerelt katonáit (dobrovoljácokat) telepítik. Hasonló telepes falu a közeli Pálmajor és Leónamajor.
Neve 1943-tól 1947-ig Banatsko Aleksandrovo, 1948-tól Velike Livade, 1992-től pedig Aleksandrovo lett.

## Népesség

### Demográfiai változások
| 1948 | 1953 | 1961 | 1971 | 1981 | 1991 | 2002 | 2011 |
| ---- | ---- | ---- | ---- | ---- | ---- | ---- | ---- |
| 4564 | 4615 | 4034 | 3406 | 3061 | 2902 | 2665 | 2130 |